# TTMでUTT
「TTMでUTT」（ティーティーエムでユーティーティー）は、きいやま商店の配信限定シングル。2021年9月8日配信開始。発売元は、NHK出版。

## 解説
グループにとって、単独名義では9作目、その他の名義も含めると通算10作目の配信限定シングル、シングルとしては約3ヶ月ぶりに発売された。
NHK沖縄放送局のテレビ番組『うちなーであそぼ』の春のスペシャル番組「うちなーであそぼ さーたーといっしょにうちなー大冒険」で製作された楽曲で、その後同番組の挿入歌となった。
『TTM』は「トートーメー」のことで「御先祖様の位牌」という意味、『UTT』は「ウートートー」のことで、沖縄の拝むときの言葉である。きいやま商店は、本作では作曲のみを担当。作詞は琉球歴史研究家の賀数仁然で、「ご先祖様や神様、自然を尊ぶのは沖縄の心だよって気持ちで作った」との事。また賀数は「うちなーであそぼ」公式サイトにアップされているミュージックビデオで、おばさん役で出演している。尚、「ウートートー」という言葉は、シングル曲『カーーニバレ』の歌詞や、アルバム『ロックンロールびーちゃー』の収録されている楽曲「WOO-TOO-TOO」というように、他の楽曲にも使われている言葉である。
『うちなーであそぼ』の公式サイトでは、番組で放送されたMVが公開されている。MVでメンバーが踊っている場所は、沖縄県立博物館・美術館の屋外展示「民家」の前。メンバーと一緒に踊っているのは、NHK沖縄公式マスコット「さぁたぁちゃん」と、「さくらねーねー」ことアナウンサーの荒木さくら。また荒木は、この曲の振付も行っている。
2021年3月4日の初回放送以降、2021年5月4日に再放送され、、その後評判が良くなり正式に発売となった。2021年9月8日にiTunes StoreとApple Musicより先行配信された。

## 収録曲
作詞：賀数仁然、作曲：きいやま商店、編曲：大久保薫
1. TTMでUTT

## 収録アルバム
アルバム未収録